# Himertosoma brincki
Himertosoma brincki là một loài tò vò trong họ Ichneumonidae.